# Johann Fruhmann

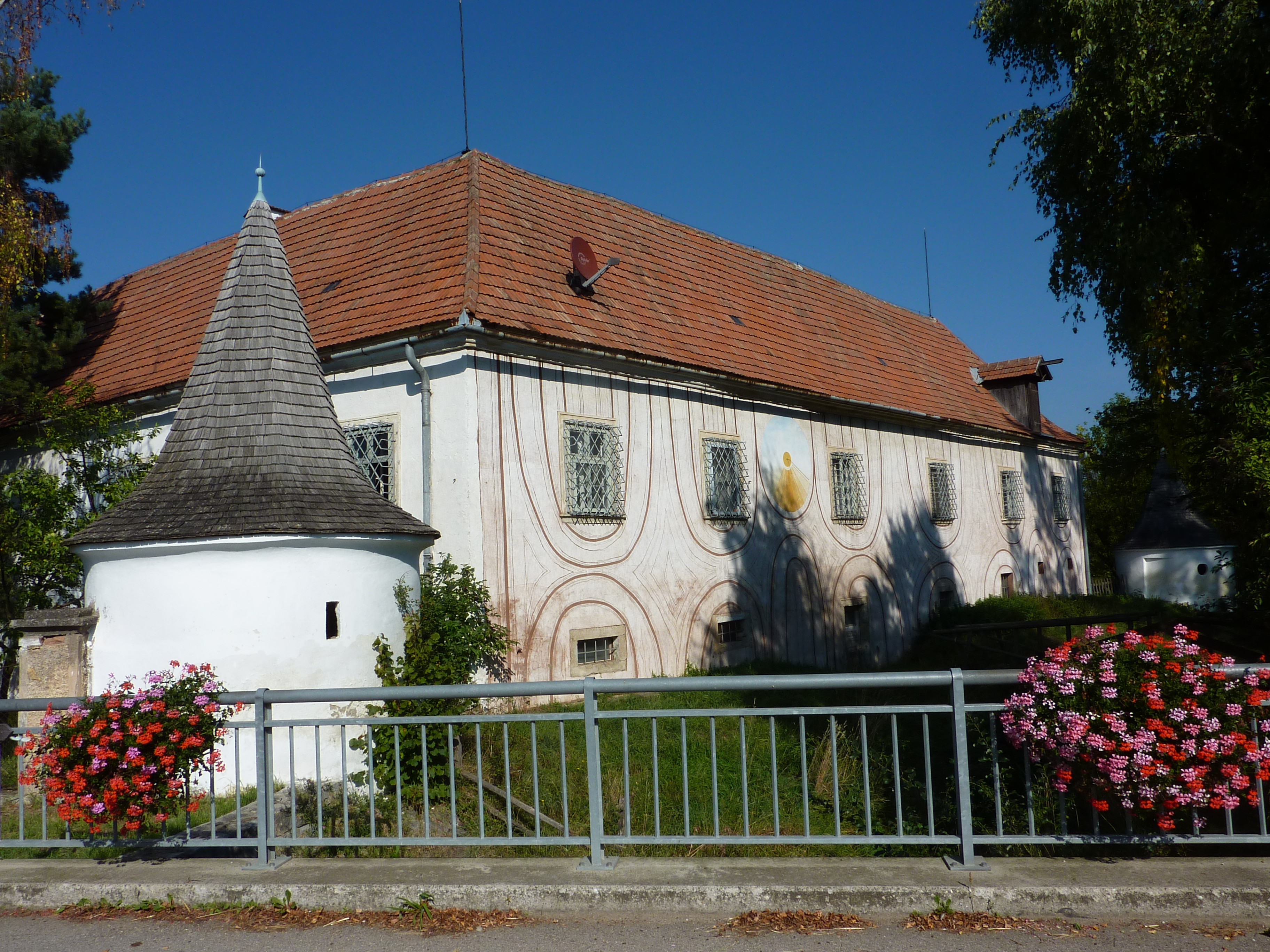
Schloss Lengenfeld, wo Johann Fruhmann ab 1972 lebte, mit von ihm bemalter Fassade

Johann Fruhmann (* 22. April 1928 in Weißenstein (Kärnten); † 27. Jänner 1985 in Lengenfeld (Niederösterreich)) war ein österreichischer Maler.

## Leben
Johann Fruhmann kam 1932 mit seiner Familie nach Graz. Dort besuchte er die Kunstgewerbeschule (damals „Meisterschule des Deutschen Handwerks“), wo er von 1943 bis 1945 die Meisterschule für Freskomalerei bei Fritz Silberbauer und von 1945 bis 1948 die Meisterschule für Malerei bei Alfred Wickenburg absolvierte. Seine dortige Ausbildung war einige Monate unterbrochen durch Kriegsdienst im Volkssturm. 1948/1949 studierte er an der Akademie der bildenden Künste Wien bei Robin Christian Andersen und Albert Paris Gütersloh.
Er war Mitglied in den Künstlervereinigungen Art Club (ab 1951), Wiener Sezession (1958), Grazer Sezession und der Gruppe 77 in Graz. 1954 nahm er an der Biennale di Venezia teil.
Johann Fruhmann war ab 1957 mit der Malerin Christa Hauer-Fruhmann, der Tochter des Malers Leopold Hauer verheiratet. Mit Ehefrau und Schwiegervater betrieb er von 1960 bis 1971 die „Galerie im Griechenbeisl“ in Wien. 1972 kaufte das Künstlerpaar das Schloss Lengenfeld in Niederösterreich, wo Fruhmann arbeitete und seine Werke ausstellte. Er gestaltete auch die Fassaden des Gebäudes.
Johann Fruhmann starb 1985 im Alter von 56 Jahren in Lengenfeld. 2005 fand eine erste große Retrospektive im Leopold Museum statt.

## Werk
Fruhmann war ein Vertreter des Informel und abstrakten Expressionismus. Zu Beginn seines künstlerischen Werdegangs schuf er Aktzeichnungen und Landschaftsstudien, wandte sich jedoch bereits in der ersten Hälfte der 1950er Jahre der Abstrakten Malerei zu. Es entstanden zunächst streng geometrische Gemälde und Collagen ähnelnde Materialbilder. Nach 1956 wechselte er von der geometrischen in eine von Bogenformen dominierte Periode. Während er diese zunächst gereiht als statisches Grundelement einsetzte, wurden die Bogenformen um 1960 dynamisiert und voluminös. Die in dieser Phase der informellen Expressivität entstehenden Bildchiffre der vertikalsymmetrischen Formation wurden zu Fruhmanns Markenzeichen. In den 1980er Jahren entstanden daneben einige quadratische Tafelbilder.
Fruhmann schuf insbesondere Ölbilder und Zeichnungen, experimentierte aber auch u. a. mit Aquarell, Gauche, Monotypie, Radierung und Siebdruck. Zu seinem Gesamtwerk gehören weiters Sgraffiti, Mosaike und Objektmontagen, in denen er Materialien wie Draht und Holz verarbeitete.
Werke (Auswahl)
- Komposition Nr. 4, Mischtechnik auf Hartfaserplatte, 64 × 49 cm, 1951, Artothek des Bundes, Dauerleihgabe im Belvedere, Wien
- Mosaik, Stadthalle Wien, 1957
- Abstrakte Komposition, Dispersion auf Leinwand, 120 × 145 cm, um 1962, 1997 Ankauf durch Belvedere
- Malerei, 1963–66 (Zyklus)
  - Malerei, Öl auf Leinwand, 190 × 190,5 cm, signiert und datiert rückseitig „Joh. Fruh. 1966“, Artothek des Bundes, Dauerleihgabe im Belvedere
- Lichtenvironment, 1967 (Weltausstellung Montreal)
- Bild 1976–84 (Zyklus)

## Stipendien und Auszeichnungen
- 1952: Rom-Stipendium
- 1955: Preis der Katholischen Hochschüler
- 1962, 1967: Kastner & Öhler-Kunstpreis
- 1965: Österreichischer Staatspreis
- 1981: Kulturpreis des Landes Niederösterreich